# Soekot

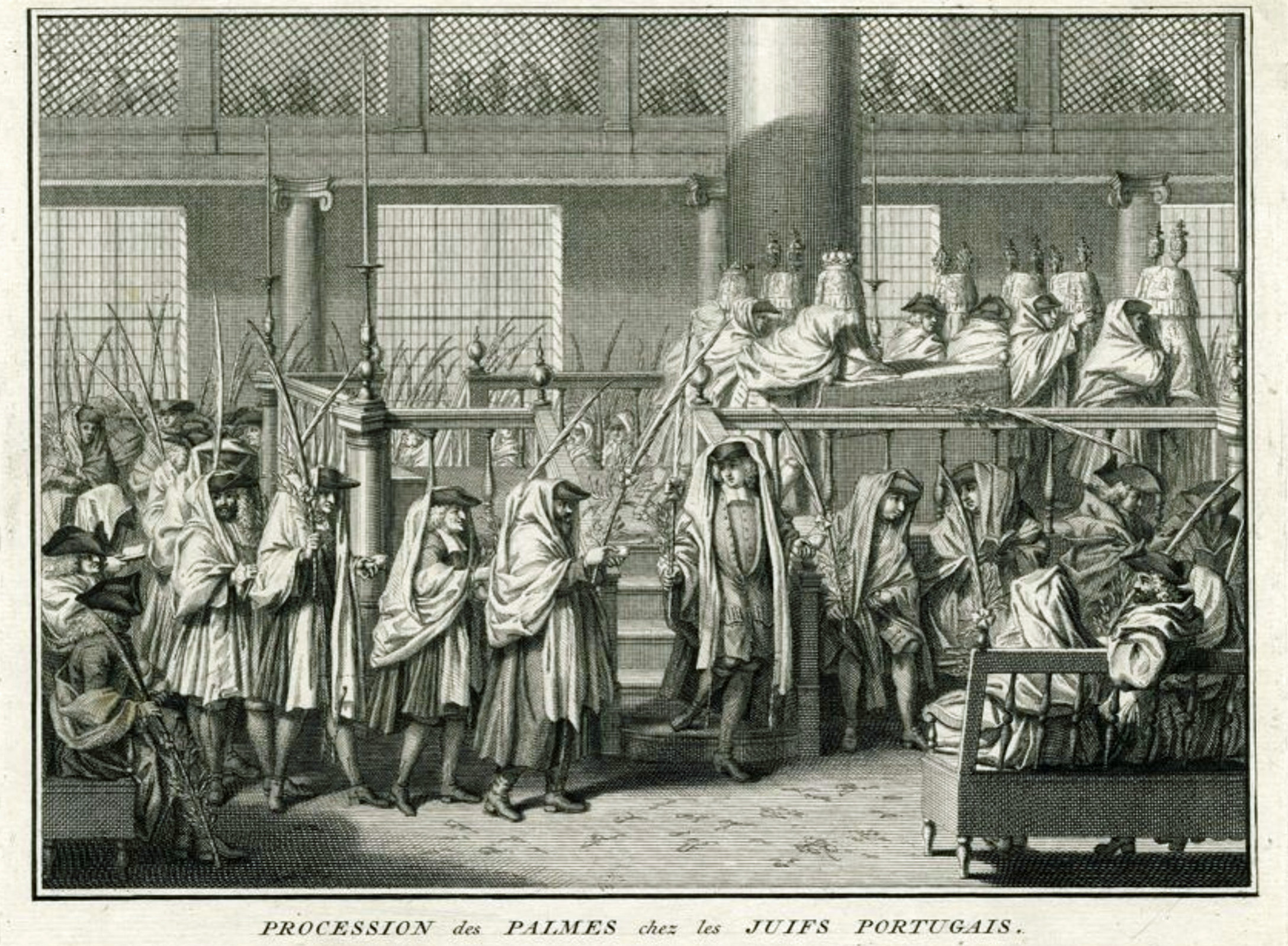
De hakafot (omgangen) van de Sefardim tijdens Soekot in de Amsterdamse Synagoge. Gravure van Bernard Picart, 1724.

Soekot of Loofhuttenfeest (Hebreeuws: סוכות of סֻכּוֹת) is een feest gebaseerd op de Thora dat zeven dagen duurt en waarbij wordt herdacht dat de Israëlieten (de voorouders van de Joden) veertig jaar lang in de Sinaïwoestijn onder de bescherming van God rondtrokken waarbij ze verbleven in tenten of hutten. Deze rondzwerving lag tussen de uittocht uit Egypte die met Pesach wordt gevierd, en de intocht in het Beloofde Land. Daarnaast is Soekot ook een oogstfeest, om te vieren dat de laatste oogst voor de winter is binnengehaald. Dit laatste wordt weergegeven door de benaming 'Chag Haäsief' (Hebreeuws: חג האסיף), letterlijk feest van de inzameling.

## Beschrijving
Soekot, dat een vreugdevol feest is, wordt beschreven in de Tenach (de Hebreeuwse Bijbel) in Wajikra (Leviticus) 23:33-43, waarin de Israëlieten (en daarmee ook hun nakomelingen de Joden) wordt opgedragen dit feest elk jaar te vieren.
Soekot is een pelgrimsfeest. Toen de Joodse Tempel nog bestond vierde men dit feest ook daar door aan God dankoffers voor de laatst binnengebrachte oogst te brengen.
Het feest begint op de 15e van de maand tisjri van de joodse kalender. Vanwege de oriëntatie op de maanstand wijkt deze kalender af van de algemene of gregoriaanse kalender waardoor Soekot op laatstgenoemde kalender elk jaar op andere dagen valt maar wel altijd in de periode van eind september tot eind oktober. De eerste twee dagen van Soekot gelden als feestdag (jom tow) waarop niet wordt gewerkt (buiten Israël, in Israël is dit alleen de eerste dag).
De twee dagen die volgen op Soekot zijn ook feestdagen, namelijk Sjemini Atseret en Simchat Thora. Vaak worden deze dagen ook nog tot Soekot gerekend.

## Gebruiken

### Soeka

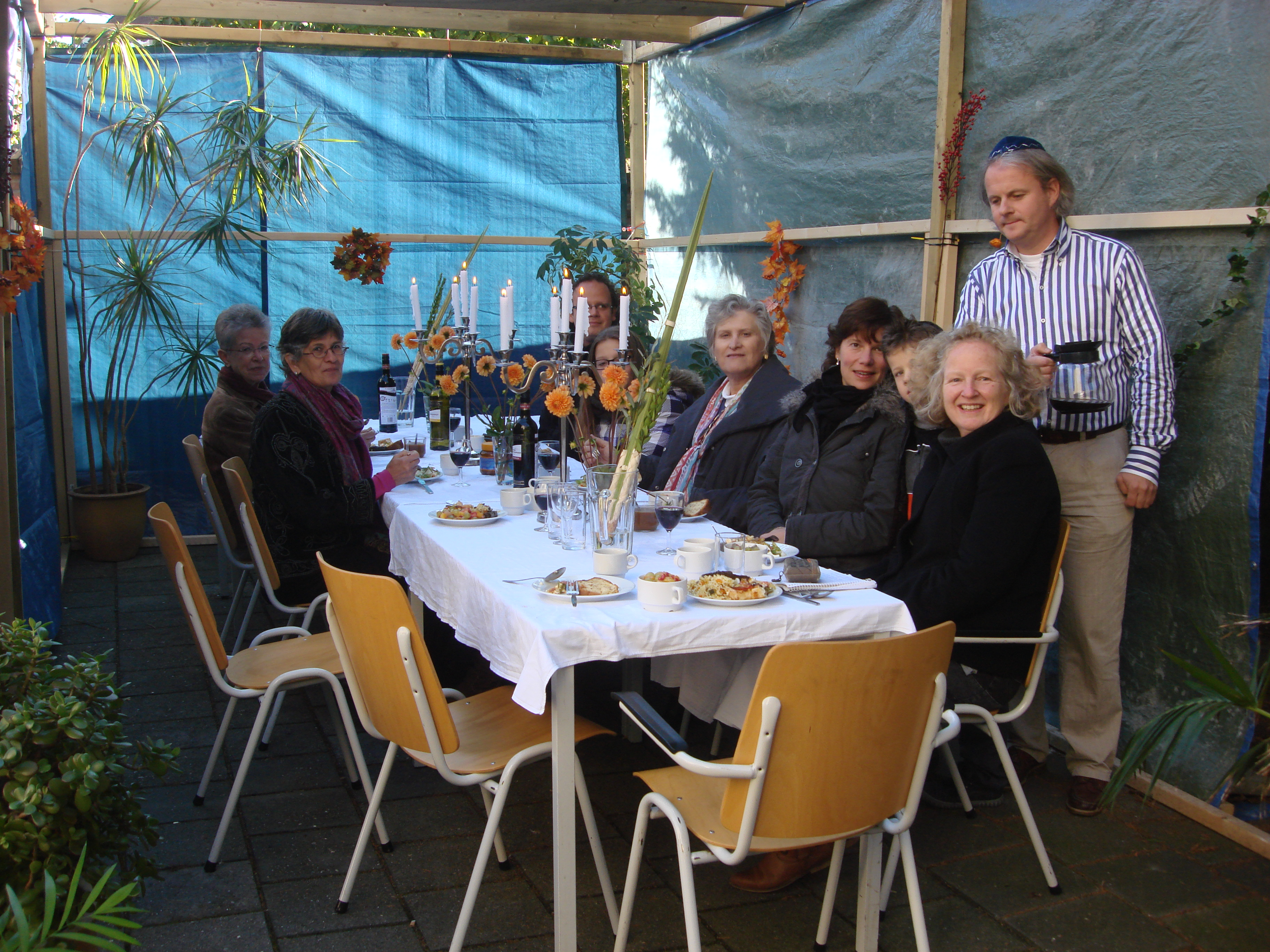
Soeka (loofhut) op de binnenplaats van de Grote Synagoge van Deventer

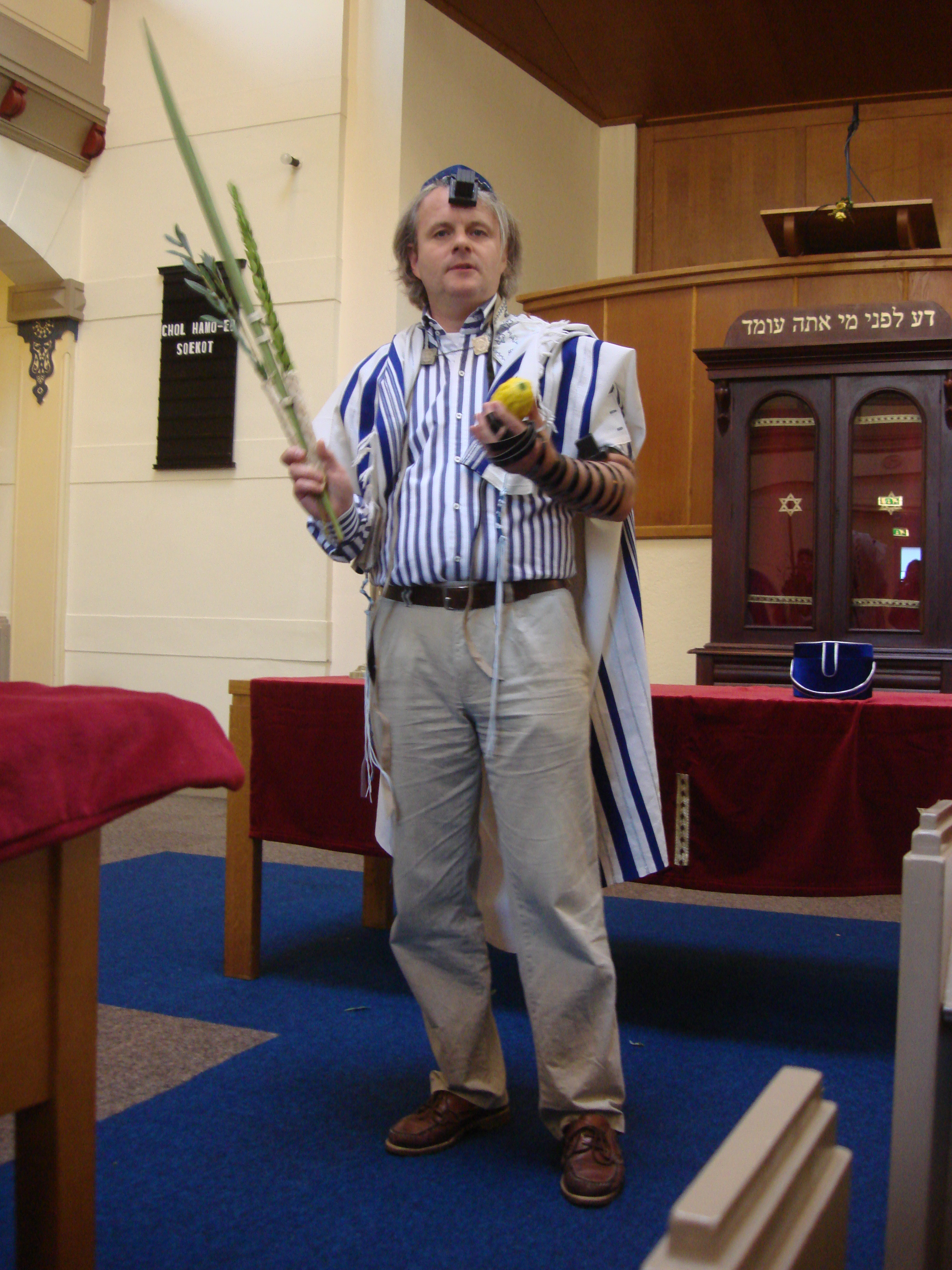
De chazan van de Joodse gemeente Beth Shoshanna geeft uitleg over de vier soorten alsmede het sjokkelen

Volgens het gebod dient men gedurende Soekot in een soeka ofwel loofhut te verblijven. Vaak wordt hiervoor een hut in de tuin of op een balkon gemaakt. Daarbij is het een vereiste dat door de dakbedekking de sterren zichtbaar blijven; vandaar dat het dak met "loof", bijvoorbeeld riet of dennengroen, wordt afgedekt. Soekot is vooral een feest dat thuis gevierd wordt, met veel gasten.
Het eten van een maaltijd in een dergelijke hut geldt al als vervulling van het gebod, hoewel het er meer mee overeenkomt als men, indien mogelijk, ook erin overnacht, wat ook wel wordt gedaan. Het dak van de hut moet van takken en gebladerte van bomen en ander plantaardig materiaal zijn gemaakt, niet van ander materiaal, zoals kunststof. Verder zijn er nog andere eisen die aan het opzetten van de hut worden gesteld. De loofhut wordt verder versierd met vruchten en groenten.

### Arba'a miniem
Volgens Wajikra (Leviticus) 23:40-41 moeten er vier producten van bomen, arba'a miniem genoemd, worden gebruikt om daarmee zeven dagen lang voor God vreugdevol te zijn. Deze vier boomproducten, ook wel de vier soorten genoemd, zijn:
- loelav - een zeer lange palmtak
- hadassiem - drie mirtetakken
- aravot - twee beekwilgtakjes
- etrog - grote en geurige citrusvrucht

Hadassiem, aravot en loelav worden tezamen gebundeld terwijl men de etrog ertegenaan houdt. De bedoeling is dat men tijdens het lezen van bepaalde Psalmen op Soekot naar alle vier windrichtingen, naar boven en beneden, naar voren en achteren zwaait met deze bundel. De symbolische betekenis hiervan is dat men God vraagt voor al het groen te zorgen. Deze zwaaiende beweging staat bekend als het sjokkelen (zwaaien) met de loelav.
Met deze arba'a miniem wil men aan de hand van haar eigenschappen een bepaalde symboliek van het Joodse volk uitdrukken:
- de etrog is geurig en smakelijk: slaat op die Joden die zowel de Thora bestuderen als dat ze hem ook toepassen
- de loelav is geurloos maar wel smakelijk: slaat op die Joden die zich hoofdzakelijk beperken tot Thorastudie
- de hadassiem zijn geurig maar smaakloos: slaat op die Joden die niet aan Thorastudie doen maar hem wel toepassen
- de aravot missen beide: slaat op die Joden die noch de Thora bestuderen noch hem toepassen

Echter, vanwege het feit dat ze alle vier tezamen worden genomen, vult de een aan wat de ander mist. Zodoende bereikt het Joodse volk als geheel toch hun doel, namelijk de Thora bestuderen en hem toepassen.
Ook in de synagoge wordt met deze bundel gezwaaid: namelijk tijdens bepaalde gedeeltes van het zogenoemde Hallel, de reeks van psalmen 113 t/m 118, en wel op de volgende wijze:
1. naar het oosten
2. naar het zuiden
3. naar het westen
4. naar het noorden
5. naar boven (hemel)
6. naar beneden (aarde)

Daarna worden er 'hakafot' (ommegangen) gemaakt: een processie waarin iedereen z'n loelav rechtop voor zich houdt en tijdens het zingen van de woorden 'Hosjia Na' (=Help toch) een rondgang om de bima maakt waarop een of meerdere mensen met een thorarol staan. Dit doet men elke Soekotdag en op de laatste - de zevende - dag, Hosjana rabba, doet men dit zelfs zeven maal.

## Data
Hieronder staat op welke dagen de eerste dag van Soekot gevierd wordt. Aangezien een dag volgens de Joodse kalender begint met zonsondergang, begint Soekot eigenlijk steeds op de avond voor de gegeven data.
- di 7 okt 2025

- za 26 sep 2026

- za 16 okt 2027

- do 5 okt 2028

- ma 24 sep 2029